# Норвей (Індіана)
Норвей (англ. Norway) — переписна місцевість (CDP) в США, в окрузі Вайт штату Індіана. Населення — 327 осіб (2020).

## Географія
Норвей розташований за координатами 40°46′28″ пн. ш. 86°46′18″ зх. д. / 40.77444° пн. ш. 86.77167° зх. д. (40.774470, -86.771629).  За даними Бюро перепису населення США в 2010 році переписна місцевість мала площу 2,48 км², з яких 2,31 км² — суходіл та 0,17 км² — водойми.

## Демографія
Згідно з переписом 2010 року, у переписній місцевості мешкало 386 осіб у 168 домогосподарствах у складі 114 родин. Густота населення становила 156 осіб/км².  Було 213 помешкання (86/км²).
Расовий склад населення:
| - 97,9 % — білих - 0,8 % — азіатів - 0,3 % — корінних американців |

До двох чи більше рас належало 0,3 %. Частка іспаномовних становила 3,1 % від усіх жителів.
За віковим діапазоном населення розподілялося таким чином: 22,5 % — особи молодші 18 років, 58,6 % — особи у віці 18—64 років, 18,9 % — особи у віці 65 років та старші. Медіана віку мешканця становила 45,5 року. На 100 осіб жіночої статі у переписній місцевості припадало 96,9 чоловіків;  на 100 жінок у віці від 18 років та старших — 94,2 чоловіків також старших 18 років.
Середній дохід на одне домашнє господарство  становив 63 674 долари США (медіана — 48 233), а середній дохід на одну сім'ю — 79 626 доларів (медіана — 80 762). За межею бідності перебувало 5,4 % осіб, у тому числі 0,0 % дітей у віці до 18 років та 0,0 % осіб у віці 65 років та старших.
Цивільне працевлаштоване населення становило 266 осіб. Основні галузі зайнятості: будівництво — 38,7 %, мистецтво, розваги та відпочинок — 30,5 %, виробництво — 15,4 %, роздрібна торгівля — 13,2 %.